# Campoplex tosensis
Campoplex tosensis är en stekelart som först beskrevs av Tohru Uchida 1932.  Campoplex tosensis ingår i släktet Campoplex och familjen brokparasitsteklar. Inga underarter finns listade.